# Các định luật Cassini
Các định luật Cassini nêu một mô tả ngắn gọn về sự chuyển động của Mặt Trăng, được thiết lập vào năm 1693 bởi Giovanni Domenico Cassini, một nhà khoa học nổi trội ở thời của ông.
Đã có những điều chỉnh đối với các định luật này để bao gồm sự đung đưa của Mặt Trăng, và chúng cũng đã được tổng quát hóa để xét các vệ tinh và hành tinh khác.

## Các định luật Cassini

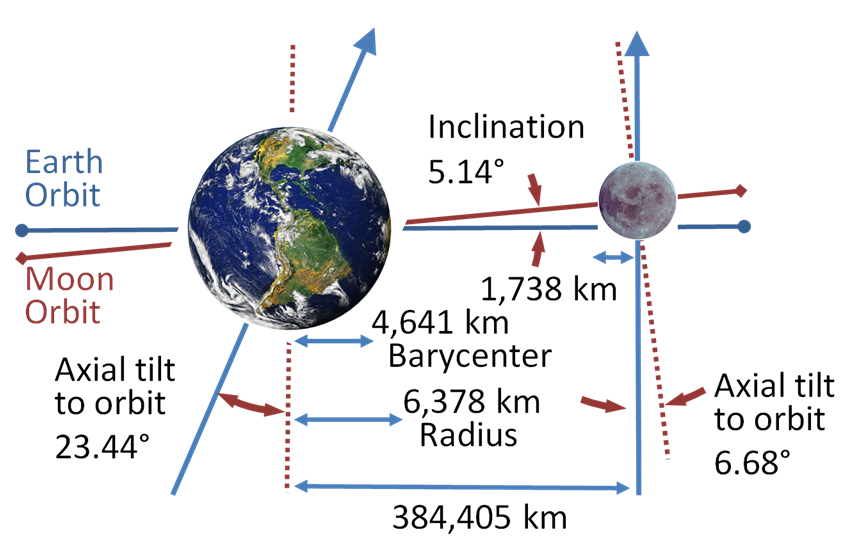
Độ nghiêng quỹ đạo và sự tự quay của Mặt Trăng. Trong khi Mặt Trăng ở 5,14° về phía bắc của hoàng đạo, cực bắc của nó nghiêng một góc 6,68° hướng ra xa Trái Đất. Hướng của mặt phẳng chứa các vectơ pháp tuyến của các quỹ đạo và trục quay của Mặt Trăng quay một vòng 360° với chu kỳ 18,6 năm, trong khi trục quay của Trái Đất tiến động với chu kỳ khoảng 26 000 năm, do đó vị trí của hệ như hình minh họa (một kỳ Mặt Trăng tĩnh lớn) xảy ra sau mỗi 18,6 năm.

1. Mặt Trăng có tỉ số cộng hưởng quỹ đạo 1:1. Điều này có nghĩa là tỉ số giữa chu kỳ tự quay và chu kỳ quỹ đạo của Mặt Trăng thỏa mãn rằng nó luôn chỉ hướng một mặt về phía Trái Đất.
2. Trục quay của Mặt Trăng hợp với mặt phẳng hoàng đạo một góc hay độ nghiêng quỹ đạo không đổi 1,5°. Trục quay Mặt Trăng thực hiện tiến động sao cho nó tạo ra một mặt nón có giao tuyến với mặt phẳng hoàng đạo là một đường tròn.
3. Một mặt phẳng tạo bởi pháp tuyến của mặt phẳng hoàng đạo và pháp tuyến của mặt phẳng quỹ đạo của Mặt Trăng sẽ chứa trục quay của Mặt Trăng.

Trong trường hợp Mặt Trăng, trục quay của nó luôn chỉ tới hướng cách 1,5 độ so với hoàng cực Bắc. Pháp tuyến của mặt phẳng quỹ đạo Mặt Trăng và trục quay của nó luôn ở hai phía đối diện so với pháp tuyến của hoàng đạo.
Do đó, pháp tuyến với mặt phẳng quỹ đạo và trục quay của Mặt Trăng tiến động xung quanh hoàng cực với cùng một chu kỳ. Chu kỳ đó là khoảng 18,6 năm và chuyển động là chuyển động nghịch.

## Trạng thái Cassini
Một hệ hành tinh-vệ tinh thỏa mãn các định luật trên được gọi là ở trong trạng thái Cassini, tức là: một trạng thái chuyển động quay đã tiến hóa sao cho trục tự quay, pháp tuyến quỹ đạo, và pháp tuyến của mặt phẳng Laplace là đồng phẳng trong khi độ nghiêng trục quay giữ không đổi. Mặt phẳng Laplace được định nghĩa là mặt phẳng mà quỹ đạo của một hành tinh hay vệ tinh tiến động với độ nghiêng quỹ đạo không đổi.
Trạng thái Cassini 1 được định nghĩa là trường hợp mà trục tự quay và trục pháp tuyến quỹ đạo đều ở cùng phía với pháp tuyến của mặt phẳng Laplace. Trạng thái Cassini 2 được định nghĩa là trường hợp mà trục tự quay và trục pháp tuyến quỹ đạo ở hai phía đối diện so với pháp tuyến của mặt phẳng Laplace. Mặt Trăng của Trái Đất đang ở trạng thái Cassini thứ 2.